# نصب تذكاري

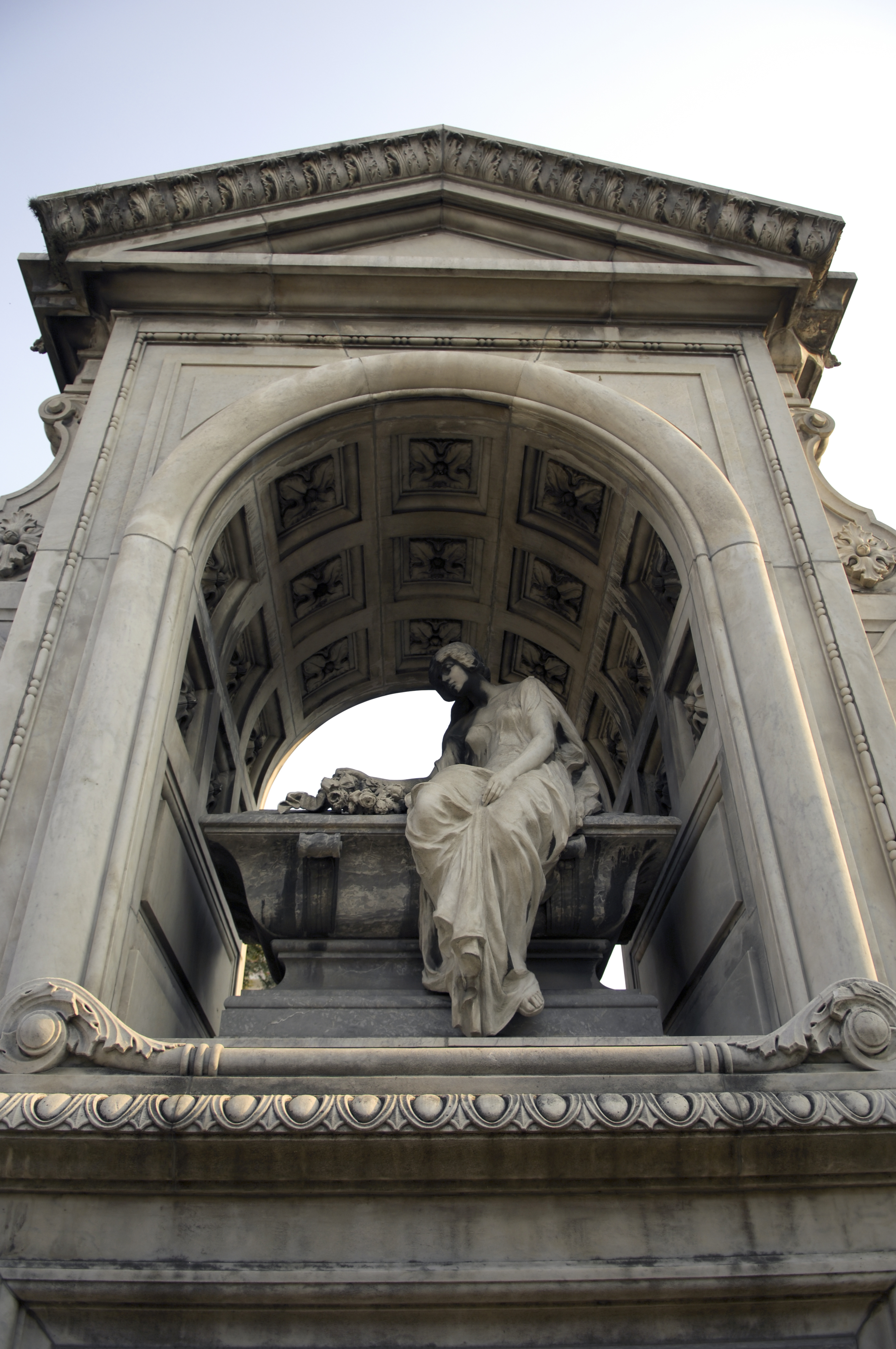
نصب تذكاري

النصب أو النصب التذكاري هو بناء أو موقع أو تمثال شيد لتخليد ذكرى شخص أو حادثة. والنصب القومية هي أماكن لها أهمية تاريخية وعلمية، والمشاهد الخلابة التي تحافظ عليها الحكومة، باعتبارها ممتلكات شعبية. وتتضمّن هذه المباني القصور التاريخية والمظاهر الطبيعية مثل الأخاديد وغيرها.